# Шёст
Шёст (фр. Cheust, окс. Sheust) — коммуна во Франции, находится в регионе Юг — Пиренеи. Департамент — Верхние Пиренеи. Входит в состав кантона Лурд-Эст. Округ коммуны — Аржелес-Газост.
Код INSEE коммуны — 65144.

## География

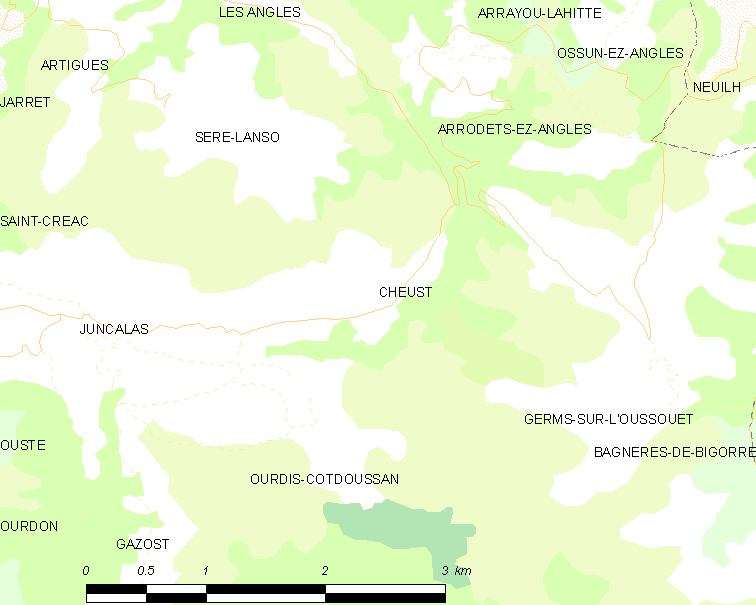
Карта коммуны

Коммуна расположена приблизительно в 670 км к югу от Парижа, в 135 км юго-западнее Тулузы, в 21 км к югу от Тарба.

## Климат
Климат умеренно-океанический с солнечной тёплой погодой и обильными осадками на протяжении практически всего года.

## Население
Население коммуны на 2010 год составляло 83 человека.
| 1962 | 1968 | 1975 | 1982 | 1990 | 1999 | 2010 |
| ---- | ---- | ---- | ---- | ---- | ---- | ---- |
| 131  | 108  | 96   | 104  | 97   | 94   | 83   |

## Администрация
| Период | Период | Фамилия        | Партия | Примечания |
| ------ | ------ | -------------- | ------ | ---------- |
| 2001   | 2009   | Жан-Марк Абади |        |            |
| 2009   | 2020   | Поль Лаффай    |        |            |

## Экономика
В 2010 году среди 50 человек трудоспособного возраста (15-64 лет) 39 были экономически активными, 11 — неактивными (показатель активности — 78,0 %, в 1999 году было 65,5 %). Из 39 активных жителей работали 36 человек (21 мужчина и 15 женщин), безработных было 3 (1 мужчина и 2 женщины). Среди 11 неактивных 1 человек был учеником или студентом, 2 — пенсионерами, 8 были неактивными по другим причинам.